# Список послов России и СССР в США
В статье представлен список послов России и СССР в США.

## Хронология дипломатических отношений
- 1808 год — открыта российская дипломатическая миссия в Филадельфии.
- Май 1809 года — установлены дипломатические отношения.
- 30 января 1898 года — миссии преобразованы в посольства.
- 26 октября 1917 года — дипломатические отношения прерваны после Октябрьской революции.
- 16 ноября 1933 года — установлены дипломатические отношения на уровне посольств.

## Список послов
| Срок полномочий                               | Посол                                            | Вручение верительных грамот | Комментарии                                                                                   |
| --------------------------------------------- | ------------------------------------------------ | --------------------------- | --------------------------------------------------------------------------------------------- |
| Российская империя                            |                                                  |                             |                                                                                               |
| 17 августа 1808 — 14 июня 1810                | Андрей Яковлевич Дашков 1775—1831                |                             | Генеральный консул и поверенный в делах                                                       |
| 1 апреля 1809 — 11 июля 1811                  | Фёдор Петрович Пален 1780—1863                   |                             | Посланник                                                                                     |
| 16 июля 1811 — 13 мая 1817                    | Андрей Яковлевич Дашков 1775—1831                |                             | Посланник                                                                                     |
| 13 мая — 13 ноября 1817                       | Фёдор Васильевич Тейль ван Сераскеркен 1772—1826 |                             | Посланник                                                                                     |
| 13 ноября 1817 — 13 апреля 1822               | Пётр Иванович Полетика 1778—1849                 |                             | Посланник                                                                                     |
| 26 июня 1822 — 3 марта 1826                   | Фёдор Васильевич Тейль ван Сераскеркен 1772—1826 |                             | Посланник                                                                                     |
| 15 июля 1827 — 16 марта 1837                  | Павел Алексеевич Криденер 1784—1858              |                             | Посланник                                                                                     |
| 16 марта 1837 — 11 января 1854                | Александр Андреевич Бодиско 1786—1854            |                             | Посланник                                                                                     |
| 9 февраля 1854 — 3 мая 1855                   | Александр Иванович Медем 1803—1859               |                             | Посланник, в США не доехал в связи с началом Крымской войны                                   |
| 12 марта 1854 — 20 апреля 1869                | Эдуард Андреевич Стекль 1804—1892                |                             | Поверенный в делах до 1 января 1855, затем посланник. См. также Продажа Аляски                |
| 9 июня 1869 — 18 января 1872                  | Константин Гаврилович Катакази 1828—1890         |                             | Посланник                                                                                     |
| 18 января 1872 — 1 февраля 1875               | Генрих Генрихович Оффенберг 1821—1888            |                             | С особым поручением, затем (с 1 января 1873) посланник                                        |
| 25 марта 1875 — 14 июня 1880                  | Николай Павлович Шишкин 1830—1902                |                             | Посланник                                                                                     |
| 14 июня 1880 — 12 января 1882                 | Михаил Фёдорович Бартоломей 1836—1895            |                             | Посланник                                                                                     |
| 12 января 1882 — 28 июля 1892                 | Кирилл Васильевич Струве 1835—1907               |                             | Посланник                                                                                     |
| 1892                                          | Густав Густавович фон Шиллинг 1859—1912          |                             | Поверенный в делах                                                                            |
| 28 июля 1892 — 31 октября 1895                | Григорий Львович Кантакузен 1843—1902            |                             | Посланник                                                                                     |
| 1895                                          | Александр Сергеевич Сомов 1859—1928              |                             | Поверенный в делах                                                                            |
| 31 октября 1895 — 28 октября 1897             | Эрнест Карлович Коцебу 1838—1914                 |                             | Посланник                                                                                     |
| 6 ноября 1897 — 1904                          | Артур Павлович Кассини 1835—1919                 |                             | Посланник, затем (с 30 января 1898) посол                                                     |
| 1904 — 1911                                   | Роман Романович Розен 1847—1921                  |                             | Посол                                                                                         |
| 1911 — 3 марта 1917                           | Георгий Петрович Бахметев 1847—1928              |                             | Посол                                                                                         |
| Временное правительство Российской республики |                                                  |                             |                                                                                               |
| Июнь 1917—1922                                | Борис Александрович Бахметев 1880—1951           |                             | Посол                                                                                         |
| РСФСР                                         |                                                  |                             |                                                                                               |
| Июль 1918                                     | Максим Максимович Литвинов 1876—1951             |                             | Дипломатический представитель                                                                 |
| 1919 — 1921                                   | Людвиг Карлович Мартенс 1875—1948                |                             | Дипломатический представитель                                                                 |
| 1922 — 1923                                   | Борис Евсеевич Сквирский 1887—1941               |                             | Неофициальный представитель                                                                   |
| СССР                                          |                                                  |                             |                                                                                               |
| 1923 — 16 ноября 1933                         | Борис Евсеевич Сквирский 1887—1941               |                             | Дипломатический агент, временный поверенный                                                   |
| 20 ноября 1933 — 1 октября 1938               | Александр Антонович Трояновский 1882—1955        | 8 января 1934               | Полномочный представитель                                                                     |
| Октябрь 1938 — 5 ноября 1941                  | Константин Александрович Уманский 1902—1945      | 6 июня 1939                 | Поверенный в делах до 11 мая 1939, затем полномочный представитель до 9 мая 1941, затем посол |
| 11 октября 1941 — 22 августа 1943             | Максим Максимович Литвинов 1876—1951             | 8 декабря 1941              |                                                                                               |
| 22 августа 1943 — 11 апреля 1946              | Андрей Андреевич Громыко 1909—1989               | 4 октября 1943              |                                                                                               |
| 11 апреля 1946 — 25 октября 1947              | Николай Васильевич Новиков 1903—1989             | 3 июня 1946                 |                                                                                               |
| 25 октября 1947 — 12 июня 1952                | Александр Семёнович Панюшкин 1905—1974           | 31 декабря 1947             |                                                                                               |
| 14 июня 1952 — 7 января 1958                  | Георгий Николаевич Зарубин 1900—1958             | 25 сентября 1952            |                                                                                               |
| 7 января 1958 — 4 января 1962                 | Михаил Алексеевич Меньшиков 1902—1976            | 11 февраля 1958             |                                                                                               |
| 4 января 1962 — 19 мая 1986                   | Анатолий Фёдорович Добрынин 1919—2010            | 30 марта 1962               |                                                                                               |
| 19 мая 1986 — 15 мая 1990                     | Юрий Владимирович Дубинин 1930—2013              |                             |                                                                                               |
| 15 мая 1990 — 15 января 1991                  | Александр Александрович Бессмертных род. 1933    |                             |                                                                                               |
| 15 марта 1991 — 25 декабря 1991               | Виктор Георгиевич Комплектов 1932—2020           |                             |                                                                                               |
| Российская Федерация                          |                                                  |                             |                                                                                               |
| 25 декабря 1991 — 2 марта 1992                | Виктор Георгиевич Комплектов 1932—2020           |                             |                                                                                               |
| 24 января 1992 — 8 февраля 1994               | Владимир Петрович Лукин род. 1937                |                             |                                                                                               |
| 23 июля 1994 — 16 декабря 1998                | Юлий Михайлович Воронцов 1929—2007               |                             |                                                                                               |
| 16 декабря 1998 — 31 мая 2008                 | Юрий Викторович Ушаков род. 1947                 |                             |                                                                                               |
| 26 июля 2008 — 21 августа 2017                | Сергей Иванович Кисляк род. 1950                 | 17 сентября 2008            |                                                                                               |
| 21 августа 2017 — 10 октября 2024             | Анатолий Иванович Антонов род. 1955              | 8 сентября 2017             |                                                                                               |
| 10 октября 2024 — 6 марта 2025                | Александр Вячеславович Ким род. 1981             |                             | Временный поверенный                                                                          |
| с 6 марта 2025                                | Александр Никитич Дарчиев род. 1960              | 11 июня 2025                |                                                                                               |